# Henry Festing Jones
Henry Festing Jones (30 de enero de 1851 - 23 de octubre de 1928)  fue un abogado y escritor inglés, conocido como el biógrafo póstumo de Samuel Butler.

## Vida
Era hijo de Thomas Jones QC y entró en Trinity Hall, Cambridge, en 1870. Graduarse BA en 1873, fue enviado a un abogado. Se graduó en la profesión en 1876.
Jones conoció a Samuel Butler a través de Edward Hall, un amigo de la universidad; se hicieron cercanos en 1876. Desde 1887, fue el compañero pagado y colaborador musical de Butler. Butler se había establecido en 1864 en Clifford's Inn, Londres, donde vivió el resto de su vida, muriendo en 1902; Jones vivió en Barnard's Inn y Staple Inn durante la vida de Butler.
Después de la muerte de Butler, Jones se mudó dentro de Londres a Maida Vale, donde su hermana le cuidaba la casa. Aconsejó a los albaceas de Butler (Reginald Worsley y RA Streatfeild, quien era albacea literario ). Organizó la anual "Erewhon Cenas "en la memoria de Butler, de 1908 a 1914, por sugerencia de Marcus Hartog. P. N. Furbank ha criticado la postura editorial que adoptó Jones y el esfuerzo por hacer que Butler sea "respetable".

## Trabajar en el legado de Samuel Butler
En 1910 Jones conoció a Francis Darwin, en un intento de cerrar la disputa entre Butler y Charles Darwin que había surgido alrededor de 1880; el resultado fue un folleto, "Charles Darwin y Samuel Butler: Un paso hacia la reconciliación" (1911).
Jones publicó una selección bien considerada, "The Note-Books of Samuel Butler" (1912), después de que Desmond MacCarthy viera los originales y publicara extractos en la "New Quarterly Review". Se ha visto la edición de este trabajo. como implicando falso énfasis y pulido de los originales, produciendo un efecto de "cruce entre Oscar Wilde y el Dr. Johnson". En 1919, su biografía de Butler, titulada "Samuel Butler, autor de Erewhon (1835-1902) - A Memoir", ganó el James Tait Black Memorial Prize inaugural por un biografía. A la muerte de Bartholomew en 1933, Geoffrey Keynes se convirtió en su albacea literario, asumiendo también el artículos de Jones y Butler, actuando con Brian Hill.

## Vida posterior
A través de Theo Bartholomew, Jones llegó a conocer a Siegfried Sassoon, reuniéndose después de Primera Guerra Mundial; Sassoon y otros lo conocían como "Enrico". Mantuvieron correspondencia, y Sassoon encontró a Jones una audiencia comprensiva. Bartholomew y Mansfield Forbes visitaron a Jones y le dieron un "gurú" status. Geoffrey Keynes y su esposa eran buenos amigos.

## Otros trabajos
- Desvíos en Sicilia (1909)
- Castellinaria y otros desvíos sicilianos  (1911)
- Mont Eryx y otras variantes de viaje  (1921)

Jones fue un estudiante de la  Opera dei Pupi . Butler había visitado Sicilia casi todos los años en la última década de su vida, generalmente con Jones.